# Past Lives
Past Lives — п'ятий концертний альбом англійської рок-групи Black Sabbath. Випущений 20 серпня 2002 року.

## Композиції
1. Tomorrow's Dream — 3:03
2. Sweet Leaf — 5:26
3. Killing Yourself to Live — 5:29
4. Cornucopia — 3:57
5. Snowblind — 4:46
6. Children of the Grave — 4:33
7. War Pigs — 7:36
8. Wicked World — 18:55
9. Paranoid — 3:14
10. Hand of Doom — 8:25
11. Hole in the Sky — 4:46
12. Symptom of the Universe — 4:52
13. Megalomania — 9:53
14. Iron Man — 6:25
15. Black Sabbath — 8:23
16. N.I.B. — 5:31
17. Behind the Wall of Sleep — 5:03
18. Fairies Wear Boots — 6:39

## Склад
- Гізер Батлер — бас
- Тоні Айоммі — гітара
- Оззі Осборн — вокал
- Білл Уорд — ударні